# Tour de l'Horloge (Tirana)
Pour les articles homonymes, voir Tour de l'Horloge.
La Tour de l'Horloge (Kulla e Sahatit) est un des monuments emblématiques de Tirana, capitale et principale agglomération de l'Albanie. Située à proximité de la place Skanderbeg, elle date de 1821.

## Description
Cette tour carrée est un des principaux vestiges de l'époque ottomane. Sa réalisation est confiée à Haxhi Et'hem Bey, également à l'origine de la mosquée se dressant à proximité et qui depuis porte son nom. Les travaux commencent en 1821. Au moment de son achèvement, quelques mois plus tard, elle est le plus haut monument de Tirana. L'horloge d'origine avait été fabriquée à Venise, et rythmait la vie des habitants par des sonneries toutes les heures. En 1928, le gouvernement décida de remplacer cette horloge par un modèle réalisé en Allemagne. En parallèle, la tour est surélevée, culminant depuis lors à trente-cinq mètres. 
Endommagée par des bombardements pendant la Seconde Guerre mondiale, elle est restaurée en 1946, et se voit doter d'une horloge « empruntée » à une église de Shkoder, de nouveau remplacée par une horloge d'origine chinoise en 1970. Restaurée à plusieurs reprises (1981,1999 et 2010), elle offre, depuis la plate-forme qui court à son sommet, un panorama recherché sur le centre-ville de la capitale albanaise.